# カリフォルニア国民党
カリフォルニア国民党（カリフォルニアこくみんとう）は、アメリカ合衆国からの独立を公約に掲げるカリフォルニアの地域政党。カリフォルニア州議会の政策専門家であり評論家の Alex Vassar氏に「これまでに聞いた事のない、過去最大規模の公約を掲げる政党」と評された。
現在の党首は Theo Slater。

## 概要
カリフォルニア国民党は「現実的なリベラル派」の観点からみたプラットフォームを持つ。
アメリカで最も裕福な州のひとつであるカリフォルニアには、より良い輸送システムや水道のインフラストラクチャーが中西部の穀物農家への補助などよりも必要であり、党の支持者はカリフォルニアは中央政府によってないがしろにされていると感じている。
またプラットフォームにはユニバーサルヘルスケア、ホームレスへの住宅手当や福祉、移民政策の改革、教育制度改革、そしてカリフォルニアの経済成長へむけての具体的な計画も含まれる。

### 国政にたいする不満
上院議員の選出に関してカリフォルニア州民に割り当てられた数字は人口に比してワイオミング州のそれの1/70（いいかえれば、カリフォルニア州選出の上院議員一人が代表する有権者の数がワイオミング州のそれの70倍）、選挙人団数も同様に人口で考えるとワイオミング州のそれの1/3であり、アメリカ合衆国連邦政府の選挙方式に伴う一票の格差に対する不満がある。

## 党史
2016年1月6日、カリフォルニア州州務長官より58ある州内各カウンティの Registrar of Voters の事務所へ「2015年12月7日にカリフォルニア国民党（CNP）より政党としての認可を求める正式な依頼があった」旨が通達された。
カリフォルニア国民党はスコットランド議会で多数を占め独立を公約に掲げるスコットランド国民党の目覚ましい活躍に影響を受けている。
2016年3月18日、サンディエゴカウンティの Registrar of Voters より一般公開されている2016年6月7日のカリフォルニア下院選挙における、カリフォルニア下院80区の立候補者リストに Lous J. Marinelli 氏の名が挙がる。選挙では Marinelli 氏は落選。
2016年6月、代表者が Theo Slater 氏に交代。Marinelli 氏は CNP と同様カリフォルニア独立を目指す市民団体 Yes California の代表として活動を続ける。

## 候補者
カリフォルニア州下院
AD 80: Louis J. Marinelli

## 代表者一覧
- Louis J. Marinelli（2015年 – 2016年6月13日）
- Theo Slater（2016年6月13日 – 現在）